# بيت خالد (المخادر)

تعديل مصدري - تعديل

بيت خالد محلة تابعة لقرية الارجب، التابعة لعزلة بضعة بمديرية المخادر إحدى مديريات محافظة إب في الجمهورية اليمنية، بلغ تعداد سكانها 62 حسب تعداد اليمن لعام 2004.